# Rapid JC in het seizoen 1959/60
Het seizoen 1959/1960 was het zesde jaar in het bestaan van de Kerkraadse betaaldvoetbalclub Rapid JC. De club kwam uit in de Eredivisie en eindigde daarin op de 11e plaats.

## Wedstrijdstatistieken

### Eredivisie
|       | ADO   | Ajax  | Blauw-Wit | DOS   | DWS/A | Elinkwijk | Sportclub Enschede | Feijenoord | Fortuna '54 | MVV   | NAC   | PSV   | Sittardia | Sparta | Volendam | VVV   | Willem II |
| ----- | ----- | ----- | --------- | ----- | ----- | --------- | ------------------ | ---------- | ----------- | ----- | ----- | ----- | --------- | ------ | -------- | ----- | --------- |
| Thuis | 1 – 0 | 2 – 2 | 0 – 1     | 0 – 2 | 0 – 1 | 3 – 3     | 0 – 1              | 1 – 1      | 2 – 0       | 2 – 1 | 0 – 0 | 3 – 0 | 3 – 1     | 2 – 0  | 2 – 2    | 2 – 1 | 2 – 2     |
| Uit   | 5 – 1 | 3 – 2 | 3 – 1     | 1 – 2 | 1 – 2 | 0 – 0     | 3 – 1              | 5 – 0      | 2 – 2       | 3 – 0 | 1 – 1 | 3 – 3 | 1 – 1     | 0 – 1  | 2 – 1    | 1 – 1 | 3 – 2     |

## Statistieken Rapid JC 1959/1960

### Eindstand Rapid JC in de Nederlandse Eredivisie 1959 / 1960
| Stand | Gespeeld | Gewonnen | Gelijk | Verloren | Punten | Doelpunten voor | Doelpunten tegen |
| ----- | -------- | -------- | ------ | -------- | ------ | --------------- | ---------------- |
| 11e   | 34       | 10       | 12     | 12       | 32     | 46              | 55               |

### Topscorers
| Competitie \| # \| Naam \| \| \| ------ \| --------------- \| -- \| \| 1. \| Hub Lenz \| 10 \| \| 2. \| Hub Bisschops \| 8 \| \| 3. \| Mat Loo \| 7 \| \| 4. \| Hubert Hanneman \| 5 \| \| 5. \| Giel Haenen \| 4 \| \| 6. \| Jan Gösgens \| 3 \| \| 6. \| Huub Janssen \| 3 \| \| 8. \| Toon Ederveen \| 2 \| \| 8. \| Wiel Smeets \| 2 \| \| 10. \| Hein Schaffrath \| 1 \| \| 10. \| Frans Stalman \| 1 \| \| Totaal \| Totaal \| 46 \| |                 |      |
| # | Naam            | Goal |
| 1. | Hub Lenz        | 10   |
| 2. | Hub Bisschops   | 8    |
| 3. | Mat Loo         | 7    |
| 4. | Hubert Hanneman | 5    |
| 5. | Giel Haenen     | 4    |
| 6. | Jan Gösgens     | 3    |
| 6. | Huub Janssen    | 3    |
| 8. | Toon Ederveen   | 2    |
| 8. | Wiel Smeets     | 2    |
| 10. | Hein Schaffrath | 1    |
| 10. | Frans Stalman   | 1    |
| Totaal | Totaal          | 46   |

## Voetnoten
ADO ·
Ajax ·
Blauw-Wit ·
DOS ·
DWS/A ·
Elinkwijk ·
Sportclub Enschede ·
Feijenoord ·
Fortuna '54 ·
MVV ·
NAC ·
PSV ·
Rapid JC ·
Sittardia ·
Sparta ·
Volendam ·
VVV ·
Willem II